# Silvius Magnago
Silvius Magnago (né le 5 février 1914 à Merano, dans la province de Bolzano, dans le Trentin-Haut-Adige (à l'époque dans le comté de Tyrol au sein de l'Empire austro-hongrois) et mort le 25 mai 2010 à Bolzano) est un juriste italien et un homme politique. À la tête de la région pendant de longues années, il joua un rôle décisif dans l'acquisition par le Tyrol du Sud de son statut d'autonomie.

## Biographie

### Famille et formation
Silvius Magnago appartenait à une famille bilingue. Son père, Silvius Magnago senior, juge à la Cour d'appel impériale et royale de Merano, était ethniquement un Italien, originaire de Trente ; sa mère, née Helene Redler, venait du Vorarlberg.
Un an après sa naissance, la famille alla s'établir à Bolzano où, en 1936, il passa sa matura/maturità (baccalauréat) au lycée franciscain. Il fut ensuite incorporé dans l'armée italienne et fréquenta jusqu'au juin 1937 l'école d'officiers de réserve de Palerme et fut ensuite, jusqu'en mai 1938, lieutenant de réserve au 1er régiment de grenadiers à Rome. Parallèlement il étudia le droit à l'université de Bologne où il passa son doctorat en juin 1940.

### Durant la Seconde Guerre mondiale
Comme Silvius Magnago rejetait le fascisme italien, il prit l'« Option » en 1939 pour l'Allemagne, mais resta d'abord au Tyrol du Sud où il travailla à Bolzano pour une commission chargée d'évaluer les actifs des « Optants ». En décembre 1942, il fut convoqué cependant comme Optant dans les forces armées allemandes et fut envoyé sur le front oriental comme lieutenant de l'infanterie de montagne. Au cours d'une permission, il se maria le 18 octobre 1943 à Landeck avec Sophia Cornelissen, originaire de Essen, et dont il avait fait la connaissance pendant son service militaire en Italie à Rome. Un peu plus tard, de retour sur le front oriental, il fut grièvement blessé lors d'une attaque au lance-grenades sur le Dniepr, près de la ville de Nikopol. La blessure était si grave qu'il fallut l'amputer entièrement de la jambe gauche et plusieurs opérations furent nécessaires pour le sauver. Jusqu'en 1945, il resta dans différents hôpitaux militaires.

### Carrière politique
Après la guerre, il revint au Tyrol du Sud et s'installa avec sa femme à Bolzano. Il travailla d'abord au service de réparation des dommages de guerre puis à la caisse d'épargne. En 1947, il fut nommé au conseil municipal de Bolzano, ce qui fut le début de sa carrière politique. L'année suivante eurent lieu, pour la première fois depuis la guerre, des élections au conseil municipal ; à cette occasion Magnago reçut le plus grand nombre de votes préférentiels, ce qui lui valut de devenir maire-adjoint. En même temps il fut élu au Landtag du Tyrol du Sud pour le compte de la Südtiroler Volkspartei (SVP). Cependant, aux élections municipales qui suivirent, en 1952, il ne se représenta pas, s'arrêta de s'occuper de politique pendant une législature et il exerça durant cinq ans comme avocat,.
En 1957 il retourna à la vie politique et fut nommé le 25 mai à la tête du SVP. Il changea alors l'orientation stratégique du parti et lança le 17 novembre 1957 au château Sigmundskron devant 35 000 Tyroliens du Sud son célèbre mot d'ordre : « Il faut couper les ponts avec Trente (Los von Trient) »,. Son objectif était de rompre avec les revendications maximalistes d'une autonomie pour la région historique du Tyrol – marquées par certains actes violents qu'il condamnait –, à laquelle le Trentin appartient lui aussi, et de réclamer à la place pour la majorité germanophone du Tyrol du Sud une autonomie politiquement plus réaliste. En 1959, il devint président d'honneur de l'Association des victimes de guerre et des anciens combattants du Tyrol du Sud.
En décembre 1960, Magnago fut élu gouverneur du Tyrol du Sud en remplacement d'Alois Pupp. Il conserva ce poste sans interruption jusqu'au 17 mars 1989 et, à toutes les élections au Parlement régional, c'est lui qui recueillit à chaque fois le plus de voix préférentielles. C'est à ce moment qu'il mena les négociations dans l'idée d'obtenir l'autonomie de la région et pour cette raison on le considère comme le « père du Südtirol-Paket ». Dans l'effervescence des années 1960 il se prononça résolument contre la violence comme un moyen d'atteindre les objectifs politiques. Il condamna les actions des irresponsables qui commettaient des attentats à la bombe contre des poteaux électriques et des monuments du fascisme. Infatigablement il essaya de convaincre la population, qui sympathisait en partie avec les activistes, que des voies pacifiques étaient préférables. Finalement, le pragmatique Magnago réussit à amener les Tyroliens du Sud à sa façon de voir et le 22 novembre 1969 les 137 articles destinés à protéger le statut d'autonomie furent acceptés par le congrès du SVP réuni à Merano par une majorité très courte de 52,8%,. Ce statut entre en vigueur en 1972 et les violences cessent presque instantanément. 
Par la suite, quand même, eut lieu la poignée de main, devenue célèbre, avec Peter Brugger, le porte-parole de la tendance qui avait été battue. Jusque-là les adversaires du Paket dans le SVP ne voulaient pas entendre parler de l'autonomie comme but politique, mais ils exigeaient à la place la réunification avec le Tyrol du Nord, autrement dit le rattachement à l'Autriche. Il fallut attendre cependant jusqu'à 1992 pour que toutes les clauses du Südtirolpaket fussent définitivement ratifiées en droit international.

### Dernières années
En 1989, sa santé ne lui permit plus de se présenter à l'élection du gouverneur et il passa le flambeau à Luis Durnwalder. Jusqu'en 1992, il resta tout de même à la tête du SVP qu'il avait dirigé pendant trente-quatre ans. De 1989 à 1994, il fut membre des commissions qui négociaient avec Rome les modalités d'exécution du nouveau statut d'autonomie. Il était aussi un des premiers partisans de l'Europe des régions. En raison de sa maladie de Parkinson qui progressait, il ne parut plus que rarement en public au cours de ses dernières années, mais continuait à vivre dans la vieille ville de Bolzano.
En 2003 son épouse Sophia mourut. Le 16 mai 2010 il tomba de son fauteuil roulant et se brisa la clavicule. Devant la dégradation de son état, il fut conduit le 21 mai à l'hôpital de Bolzano où il mourut le 25 mai des suites d'une pneumonie à l'âge de 96 ans. À son enterrement au cimetière de Bolzano assistèrent entre autres le chancelier fédéral autrichien Werner Faymann et son adjoint Josef Pröll.

## Mandats politiques
- 1947 : c'est à l'occasion du premier congrès de la Südtiroler Volkspartei (Parti populaire du Tyrol du Sud) ou SVP que commence sa carrière politique, il devient membre du Bureau du Parti
- 1947 : nommé représentant de la SVP au conseil municipal de Bolzano dont les membres sont alors nommés
- 1948-1952 : maire adjoint de Bolzano
- 1948-1960 : premier président du Landtag qui a remplacé le parlement régional
- 1957-1960 : porte-parole de son groupe au conseil municipal de Bolzano
- 1957-1991 : président de la SVP
- 1961-1989 : Gouverneur du Tyrol du Sud
- 1991 : Président d'honneur de la SVP

## Distinctions et récompenses
Silvius Magnago était titulaire de hautes distinctions, venant entre autres du Tyrol, de Carinthie, de Styrie, de Bavière, de la République fédérale d'Allemagne et de l'université d'Innsbruck, et également citoyen d'honneur de nombreuses communes et membre honoraire de nombreuses associations (par exemple d'associations sportives de tir) :
- 1960 : Médaille du Tyrol
- 1970 : Sénateur honoraire de l'université d'Innsbruck
- 1970 : Premier titulaire du prix de la presse du Tyrol du Sud
- 1971 : Prix Robert-Schumann
- 1972 : Ordre du Mérite bavarois (Bayerischer Verdienstorden)
- 1973 : Prix européen Charles IV de la Communauté des Allemands des Sudètes (Europäischer Karlspreis der Sudetendeutschen Landsmannschaft)
- 1977 : Anneau d'honneur des communautés du Tyrol du Sud
- 1979 : Anneau du Tyrol
- 1979 : Prix européen de Kiwanis International
- 1983 : Grande médailles d'or de Styrie avec étoile
- 1986 : Grande médaille d'or à Vienne
- 1986 : Premier titulaire du Grand-Ordre de Montfort du Vorarlberg
- 1988 : Grand Prix Leopold-Kunschak, Vienne
- 1988 : Médaille du Land de Salzbourg
- 1989 : Anneau d'honneur de Styrie
- 1989 : Médaille d'or du Mérite pour services rendus à la République d'Autriche
- 1991 : Grand-Croix de l'Ordre du Mérite de la République italienne (Cavaliere di Gran Croce)
- 1991 : Président honoraire de la SVP
- 1993 : Grand Croix de l'Ordre du Mérite de la République fédérale d'Allemagne
- 1993 : Prix culturel de l'Association pour la germanité à l'étranger (VDA)
- 1994 : Ordre de Carinthie (médaille d'or)
- 2002 : Grande Médaille d'or de la SVP avec diplôme
- 2004 : Prix européen pour une Europe pacifique de la Fondation Coudenhove-Kalergi – remis par Alois Mock

Silvius Magnago était aussi citoyen d'honneur des communes suivantes du Tyrol du Sud : Feldthurns, Kastelruth, Eppan et Schnals.